# Diwopu (sockenhuvudort i Kina, Xinjiang Uygur Zizhiqu, lat 43,88, long 87,48)
Diwopu är en sockenhuvudort i Kina. Den ligger i den autonoma regionen Xinjiang, i den nordvästra delen av landet, omkring 12 kilometer nordväst om regionhuvudstaden Ürümqi. Antalet invånare är 8 984. Befolkningen består av 4 033 kvinnor och 4 951 män. Barn under 15 år utgör 21,0 %, vuxna 15-64 år 74 %, och äldre över 65 år 3,0 %.
Runt Diwopu är det mycket tätbefolkat, med 7 482 invånare per kvadratkilometer. Närmaste större samhälle är Ürümqi, 13,1 km sydost om Diwopu. Runt Diwopu är det i huvudsak tätbebyggt.
Genomsnittlig årsnederbörd är 314 millimeter. Den regnigaste månaden är april, med i genomsnitt 46 mm nederbörd, och den torraste är januari, med 10 mm nederbörd.